# Зеленушка (гриб)
Зелену́шка (лат. Tricholoma equestre) — гриб рода трихолома (рядовка) семейства рядовковых. Своё название получил за зелёную окраску, сохраняющуюся даже после варки.
Синонимы:
- Русские: рядовка зелёная, зеленушка, зелёнка, желтушка, рядовка золотистая, рядовка лимонная.
- Латинские:
  - Agaricus equestris L. basionym
  - Tricholoma flavovirens (Pers. ex Hoffm.) S. Lundell
  - Tricholomaf auratum Gillet
  - Gyrophila equestris (L.) Quél.
  - Glutinaster equestris (L.) Earle и др.[1][2]

## Описание

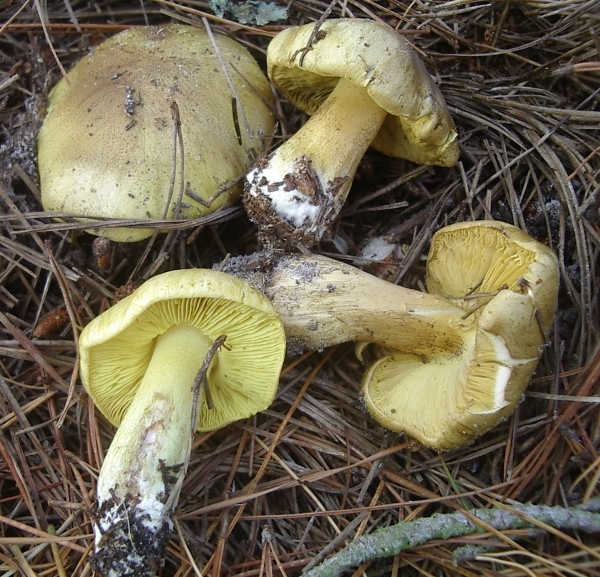

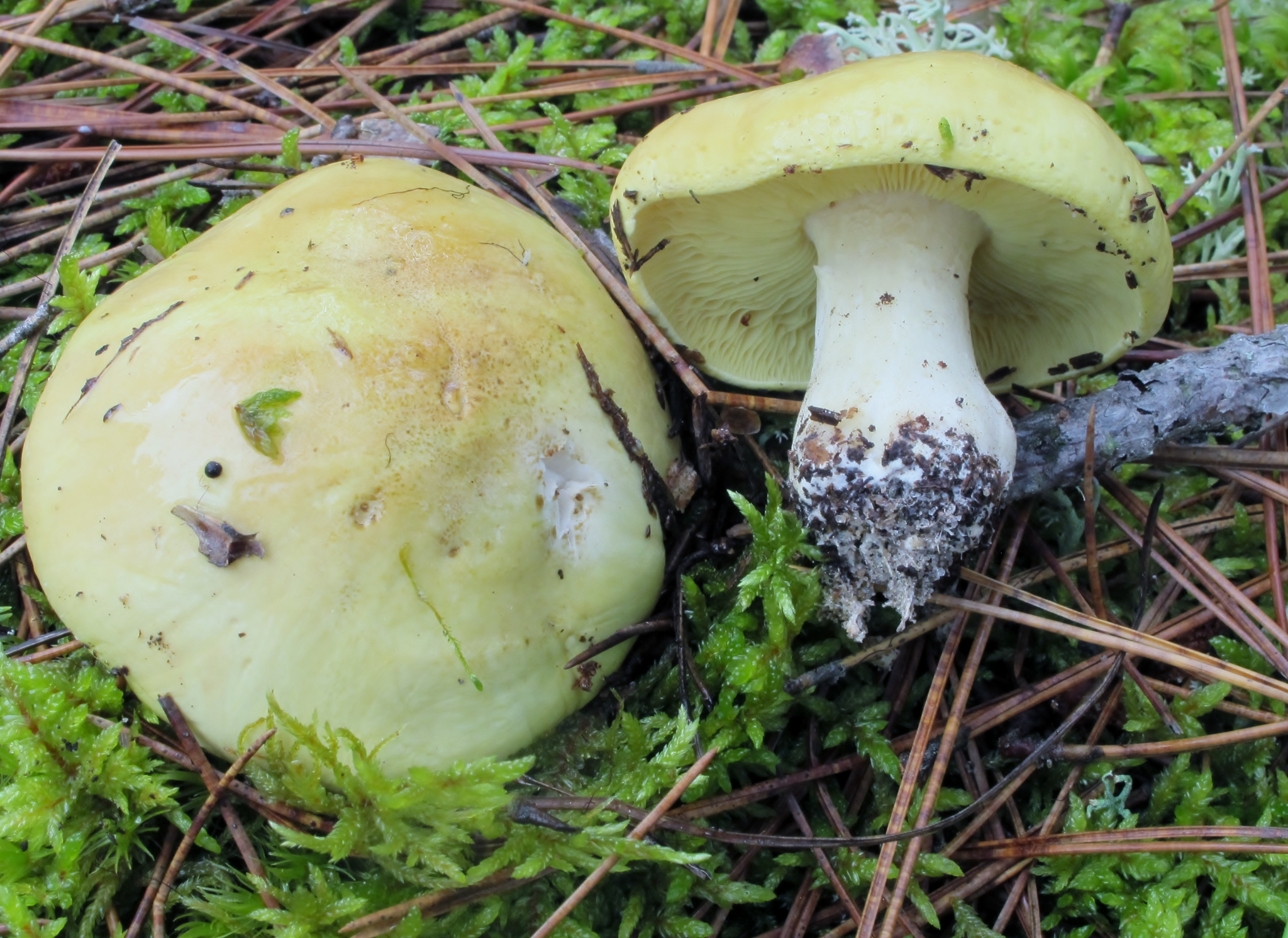

Шляпка диаметром 4—12 (15) см, плотная, мясистая, у молодых грибов плоско-выпуклая, с бугорком в центре, позже плоско-распростёртая, иногда с приподнятым краем. Цвет шляпки зеленовато-жёлтый или жёлто-оливковый, в центре буроватый; с возрастом темнеет. Центр шляпки мелкочешуйчатый. Кожица толстая, гладкая, слизистая и клейкая, особенно в сырую погоду, из-за чего поверхность шляпки обычно покрыта частицами почвы (в основном — песком).
Мякоть плотная, белая, позднее желтоватая, при срезе не меняет цвета. Редко червивеет. Запах мучной; вкус невыраженный. Запах различается по интенсивности у различных форм, но наиболее выражен у грибов, связанных в своём развитии с сосной.
Пластинки 5—12 мм шириной, частые, тонкие, приросшие зубцом, от лимонно-жёлтых до зеленовато-жёлтых.
Ножка короткая, практически скрытая в земле, 4—5 (9) см длиной и 1,5—2 см толщиной, цилиндрическая, немного утолщённая книзу, сплошная, жёлтая или желтовато-зеленоватая, у основания покрытая мелкими буроватыми чешуйками.
Споровый порошок белый, споры 6—8 × 3—5 мкм, эллипсоидно-овальные, гладкие, бесцветные.
Соседствует с похожей на неё по форме (кроме цвета шляпки и ножки) рядовкой серой.

## Экология и распространение

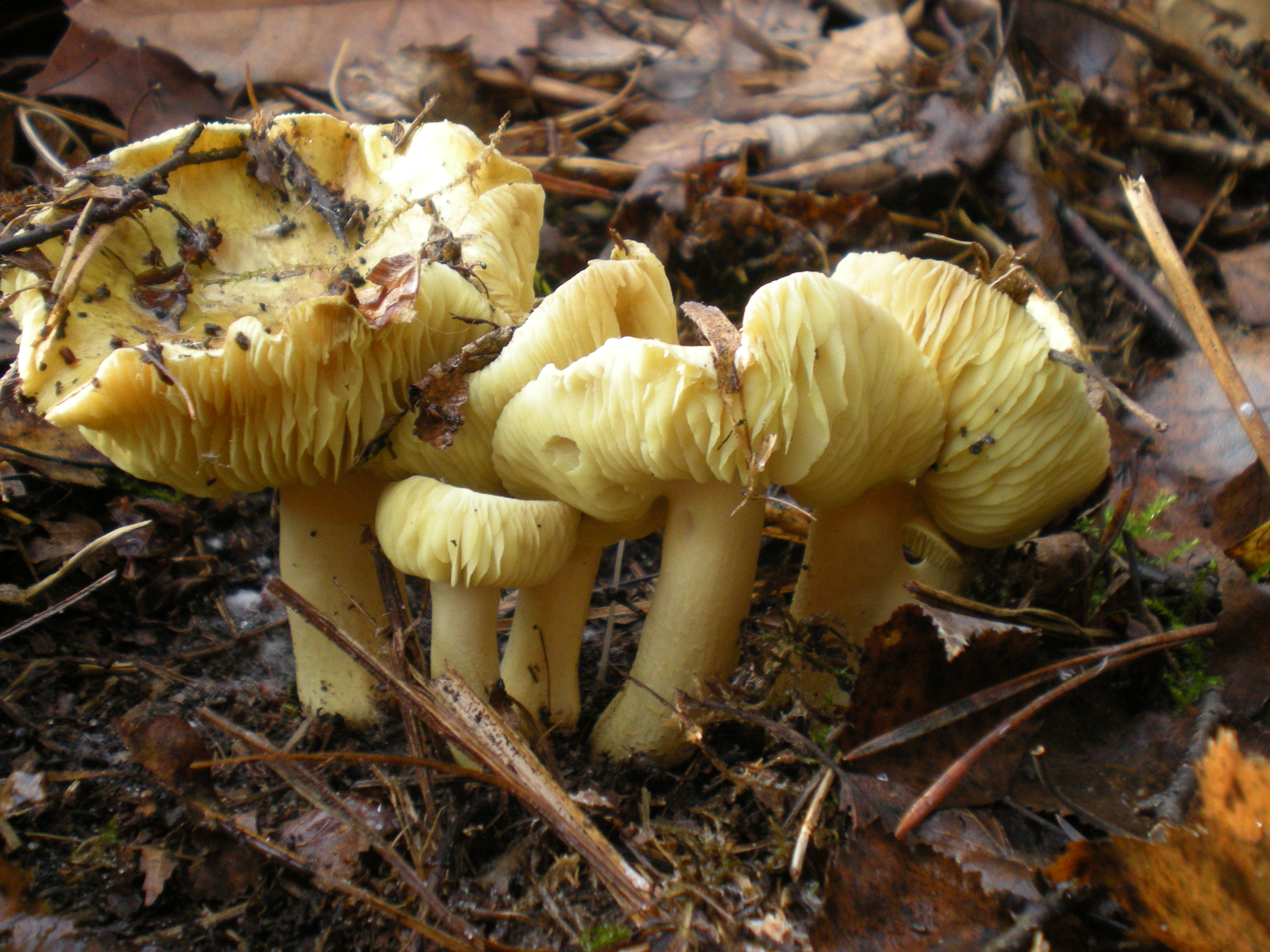

Микоризный гриб; образует эктомикоризу с хвойными деревьями. Встречается в сухих сосновых (реже — смешанных) лесах на песчаных почвах (почему при приготовлении требует промывки от песка); растёт одиночно или группами по 5—8 штук. Обычен на песчаных и супесчаных почвах, соседствует с похожей на неё (кроме цвета шляпки и ножки) рядовкой серой. На открытой почве сосновых боров попадается в тот период, когда другие съедобные грибы уже «отошли».
Гриб распространён и довольно обычен в умеренной зоне Северного полушария. Период интенсивного плодоношения — с сентября по ноябрь (до заморозков).

## Сходные виды
Ядовитые: 
- Рядовка серная (Tricholoma sulphureum) — ядовита, отличается меньшим размером, яркой серно-жёлтой окраской и жёлтой мякотью с неприятный запахом и горьким вкусом; встречается с июля по октябрь в лиственных и хвойных лесах.

Несъедобные:
- Рядовка знойная (Tricholoma aestuans) — несъедобный гриб, также имеет меньшие размеры и резкий, неприятный вкус и запах.
- Рядовка обособленная (Tricholoma sejunctum) с более редкими пластинками белого или желтоватого цвета, с горькой мякотью.

## Употребление
Зеленушка считалась условно-съедобным грибом, но после опубликования в 2001 году результатов исследования отравлений подозревается в ядовитости. К 2018 году микологи примерно половины европейских стран, в основном западноевропейских, считали зеленушку ядовитой или несъедобной. Тем не менее во многих странах Восточной Европы она употребляется в пищу и заготавливается в любом виде. Перед обработкой гриб тщательно промывается. Зелёный цвет гриба сохраняется и после кулинарной обработки.

### Токсичность
Имеются сообщения об отравлениях при употреблении большого количества зеленушек (1992—2000 гг., 12 случаев во Франции, 3 из них — со смертельным исходом), а также в Польше. Токсины, содержащиеся в зеленушке, предположительно, поражают скелетную мускулатуру, вызывая острый рабдомиолиз (миоглобинурию с почечной недостаточностью). Последующие исследования показали мио-, кардио- и гепатотоксичность Tricholoma equestre для лабораторных мышей при продолжительном употреблении. Симптомы отравления включают мышечную слабость, боль, судороги, тёмный цвет мочи.
Однако в 2018 году польские учёные провели опыт с добровольцами, не показавший никаких вредных последствий от употребления зеленушки. Также была проанализирована польская статистика грибных отравлений за 10 лет, не указавшая отравлений зеленушкой. Часть микологов допускают, что отравления были вызваны взаимодействием зеленушки с принимаемыми отравившимся медикаментами; некоторые другие предполагают отравление другим похожим видом или генетическими либо физиологическими особенностями конкретных людей, поскольку какие-либо токсины в зеленушке ими не были обнаружены.
Также в зеленушке были найдены антикоагулянты.